# Fastiv
Fastiv (em ucraniano:  Фа́стів) é uma cidade da Ucrânia, situada no Oblast de Kiev. Tem 43 km² de área e sua população em 2020 foi estimada em 45.393 habitantes.